# كارلوفاسي
كارلوفاسي (باليونانية: Καρλοβάσι)‏ هي مدينة وبلدية سابقة في جزيرة ساموس في شمال إيجة في اليونان.